# Banovići (kommun)
Banovići är en kommun i Bosnien och Hercegovina.   Den ligger i entiteten Federationen Bosnien och Hercegovina, i den centrala delen av landet, 60 km norr om huvudstaden Sarajevo.